# قوس النصر (تونس)
قوس النصر المسمى باب العين هو معلم أثري تونسي مصنف من قبل المعهد الوطني للتراث يقع في ولاية سليانة في الشمال الغربي التونسي، تحديدا في مدينة مكثر تم تصنيف المعلم في يوم 19 مارس 1894.